# Kris Burm
Kris Burm (* 1957 Antverpy, Belgie) je belgický tvůrce společenských her. Z her které vytvořil patří k nejznámějším ty z GIPF projektu: GIPF, ZÈRTZ, DVONN, YINSH, PÜNCT a TZAAR. Všechny jeho hry, s výjimkou Dicemasteru jsou abstraktní strategie pro dva hráče.

## Seznam her vytvořených autorem
- Invers, 1991
- Oxford, 1993
- Balanx, 1994
- Tashkent (3×3), 1995
- Flix, 1995
- Orient, 1995
- Quads, 1996
- Tashkent (5x5), 1997
- Dicemaster, 1997
- Bi-litaire, 1997
- Batik, 1997
- GIPF, 1998
- TAMSK, 1998
- ZÈRTZ, 2000
- Elcanto, 2001
- DVONN, 2001
- YINSH, 2003
- PÜNCT, 2005
- TZAAR, 2007